# Prime Tower
Der Prime Tower (früherer Name Maag Tower) ist ein Hochhaus in Zürich. Es gehört der Immobilieninvestmentgesellschaft Swiss Prime Site und war von 2011 bis 2015 das höchste Hochhaus der Schweiz.
Das 126 Meter hohe Bauwerk mit 36 Stockwerken in Zürich West neben dem Bahnhof Hardbrücke entstand auf dem Areal der ehemaligen Maag-Zahnräder AG. In den obersten zwei Stockwerken befinden sich ein Restaurant sowie eine Bar mit Lounge.

## Geschichte
Die Wahl aus Entwürfen von Architekten aus Barcelona, Basel, Berlin, Kuala Lumpur, London und Zürich fiel auf den Vorschlag von Gigon/Guyer in Zusammenarbeit mit dem Ingenieur Joseph Schwartz. Der Prime Tower ist eines von vielen Projekten im Stadtteil Zürich West.
Anfang Juli 2006 wurde das Baugespann unter Zuhilfenahme eines Pneu-Krans sowie eines Hubschraubers bis auf eine Höhe von 126 Metern ausgesteckt. Das Gerüst blieb danach für drei Monate stehen.
Zum Projekt Prime Tower gehören auch die Gebäude Cubus und Platform mit sieben Stockwerken. Zudem wird das Industriegebäude Diagonal saniert und in das Projekt integriert.
Am 18. Februar 2008 wurde mit dem Abbruch der Industriegebäude auf dem Areal begonnen. Die Grundsteinlegung fand am 19. November 2008 statt. Am 6. April 2010 überholte der Prime Tower mit 105,5 Metern Höhe das bis dahin höchste bewohnbare Gebäude der Schweiz, den Messeturm Basel. Am 21. Mai 2010 wurde beim Kern das oberste Stockwerk betoniert, wodurch der Tower die endgültige Höhe von 126 Metern erreichte.
Offiziell eröffnet wurde das Hochhaus am 6. Dezember 2011.
Die inzwischen grösste Wirtschaftskanzlei der Schweiz, die Homburger AG, ist im Prime Tower ansässig.
Die Zahl der Anwälte betrug beim Einzug 120 bis 140.
Im September 2015 wurde der Roche-Turm (Bau 1) in Basel eröffnet, der mit einer Höhe von 178 Metern bis zur Eröffnung des Roche-Turm (Bau 2) im September 2022 das höchste Hochhaus der Schweiz war.
Anfang 2016 wurde bekannt, dass die Webanwendung zur Administration des Parkdecks über das Internet erreichbar war und Sicherheitslücken aufwies.

## Galerie

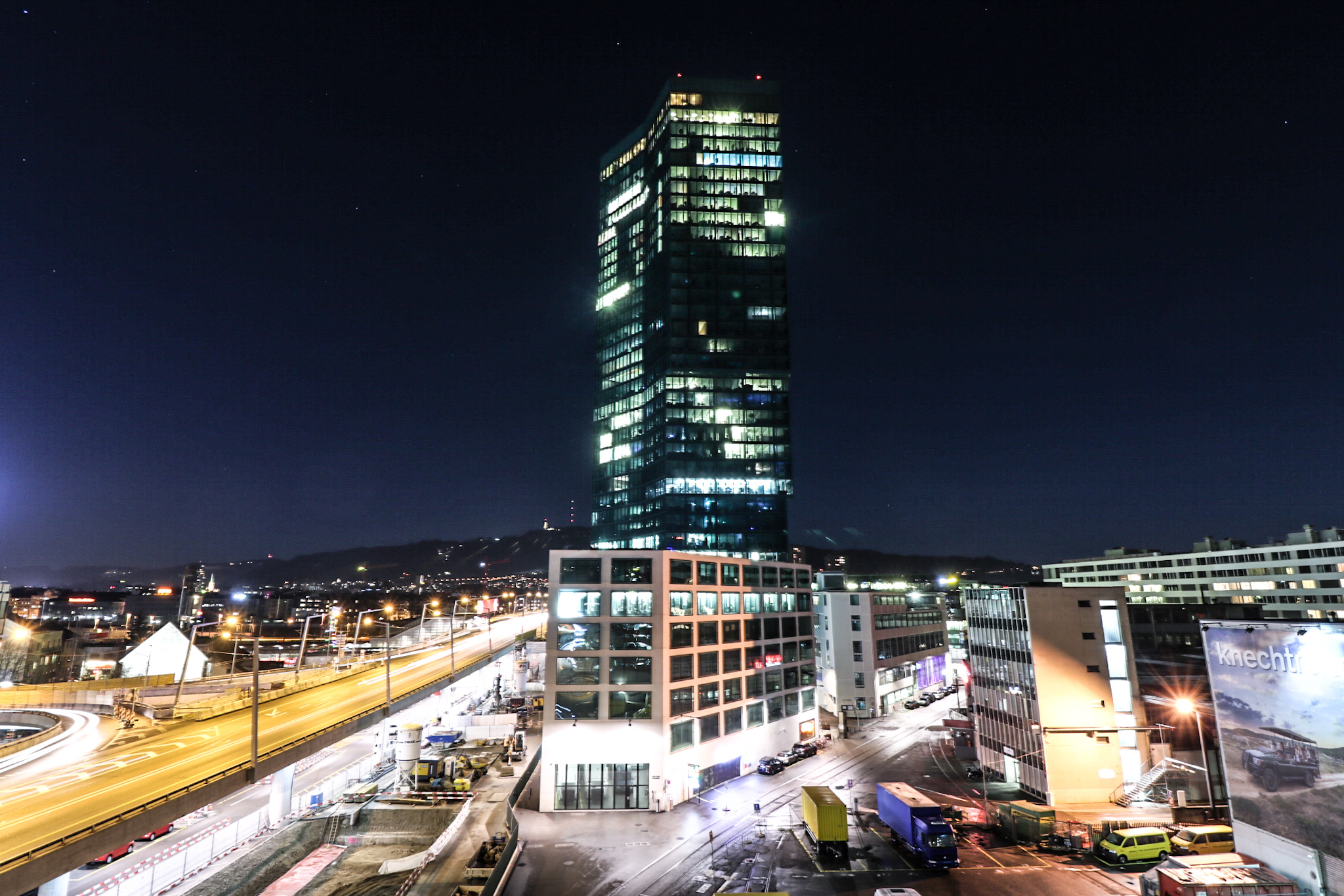
Ganzer Prime Tower von der Parkanlage aus bei Nacht.
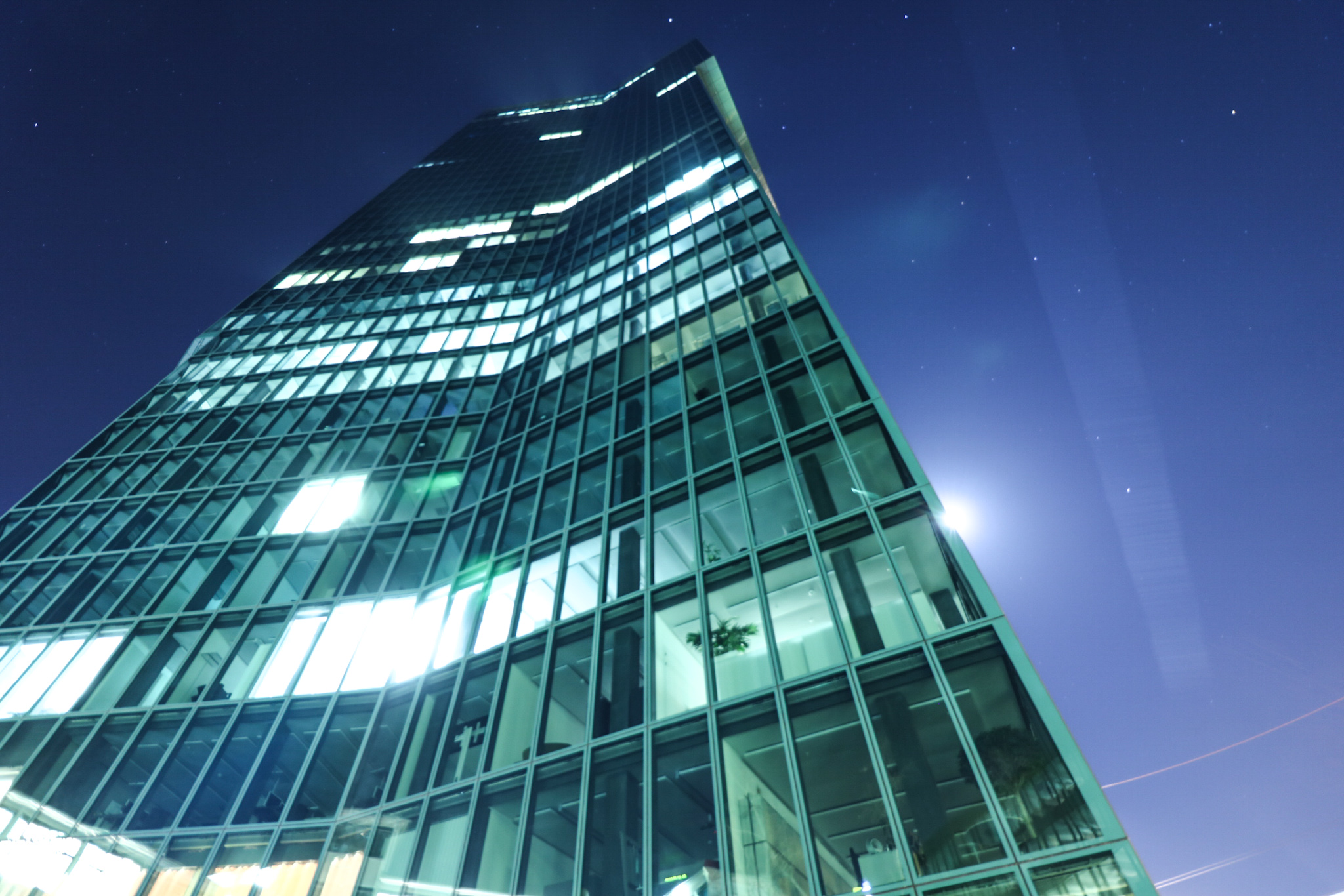
Prime Tower von der Bodenperspektive aus bei Nacht.
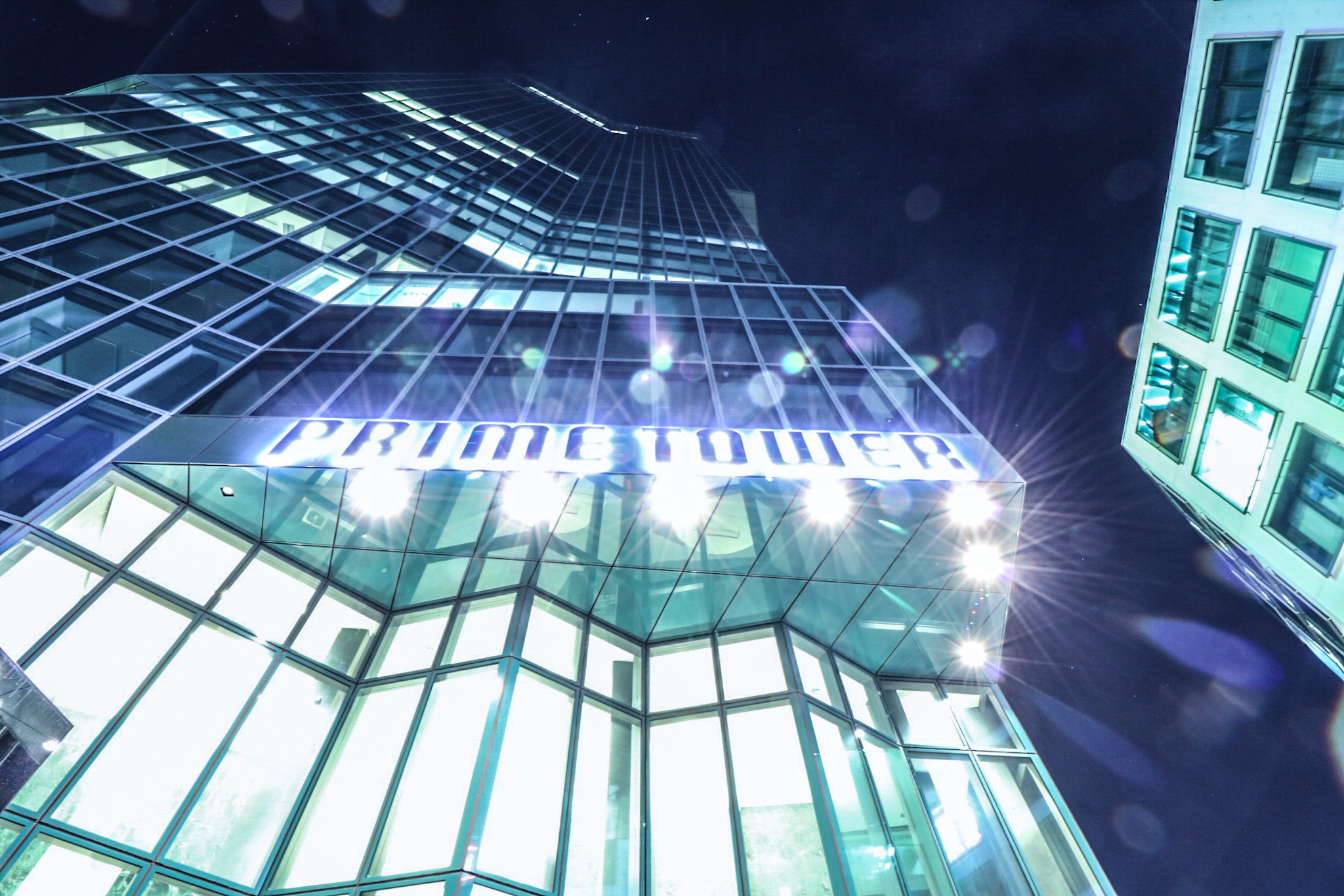
Prime Tower Haupteingang bei Nacht.
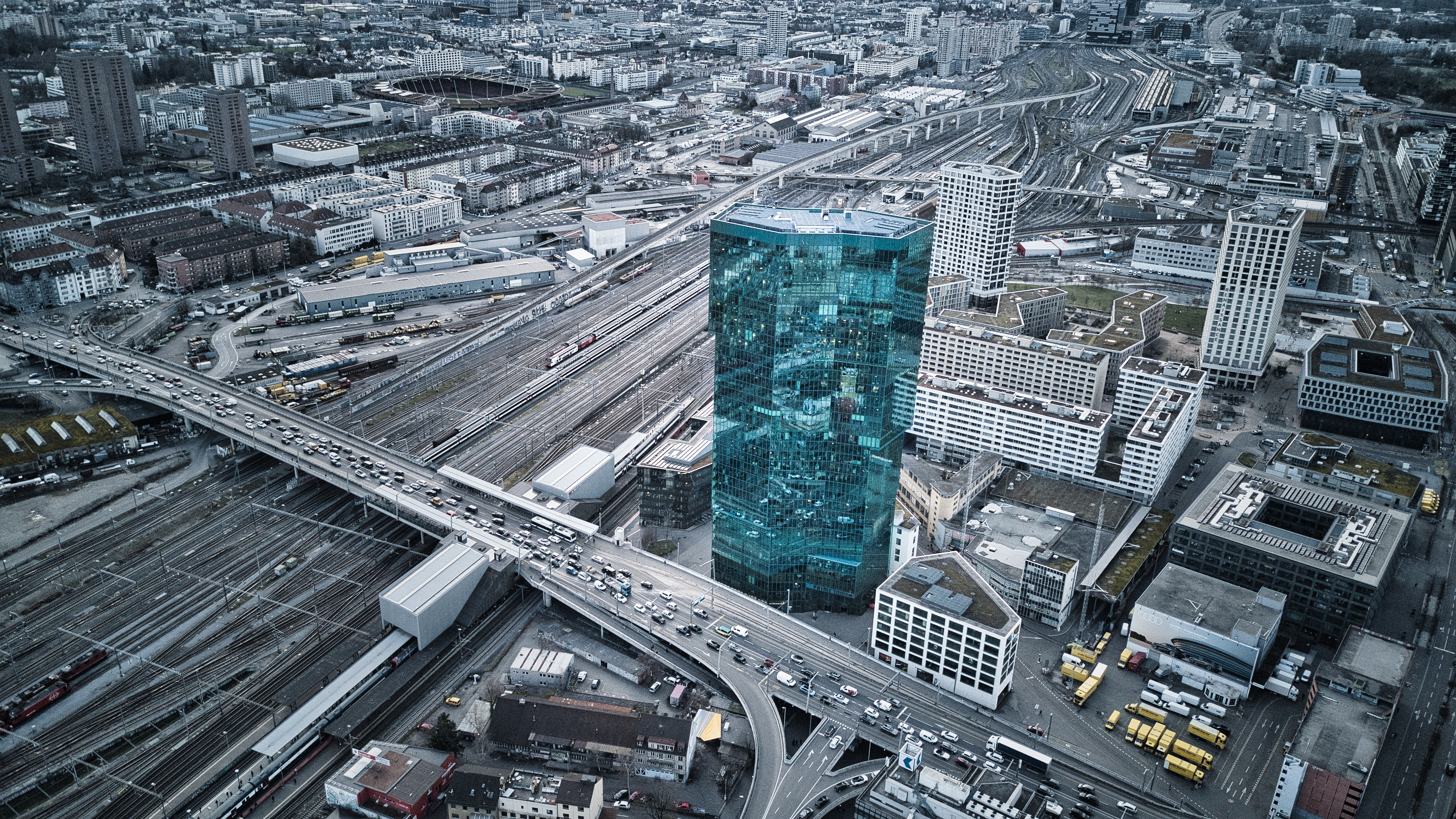
Luftaufnahme, 2023
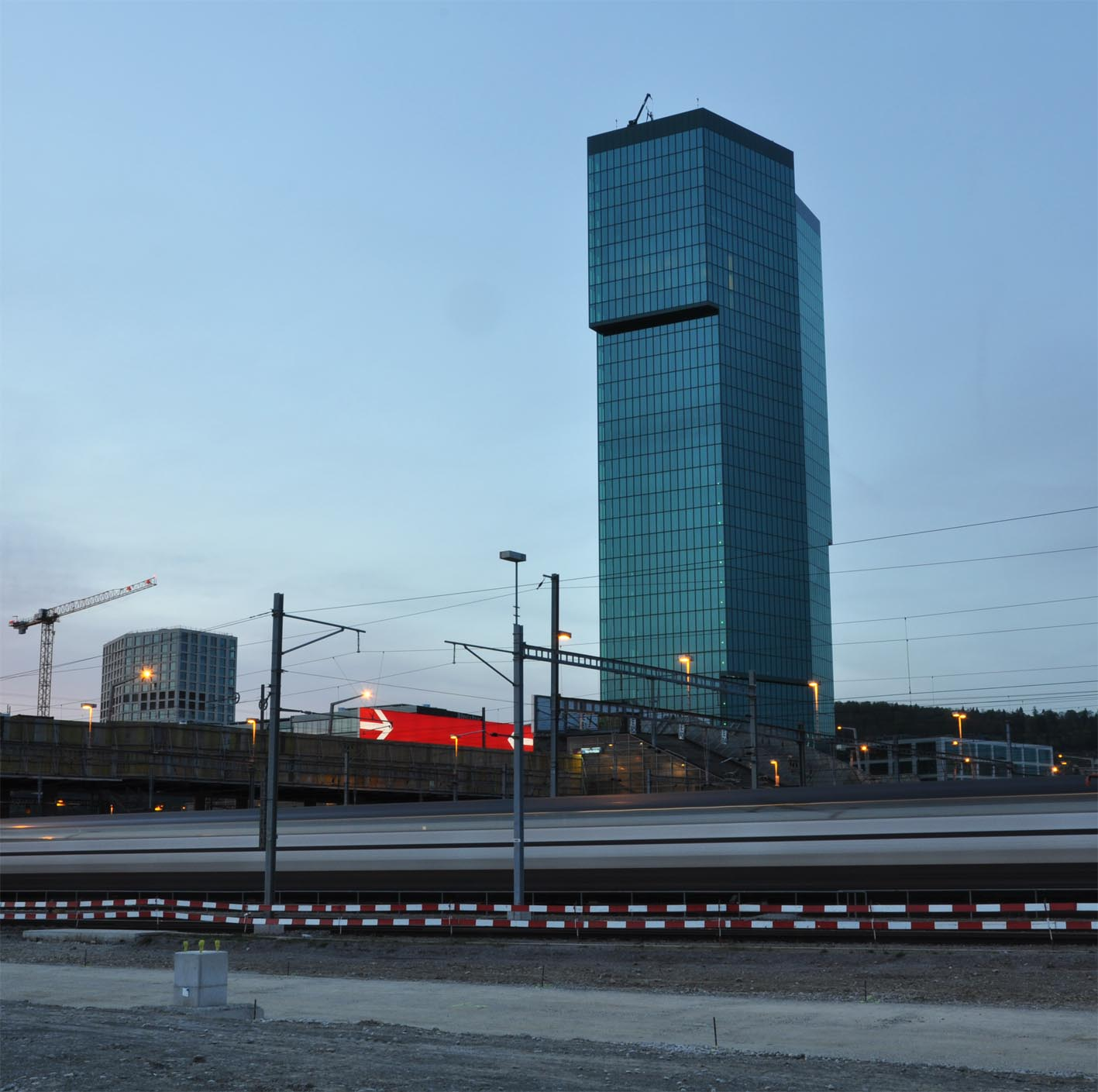
Baustelle im April 2011
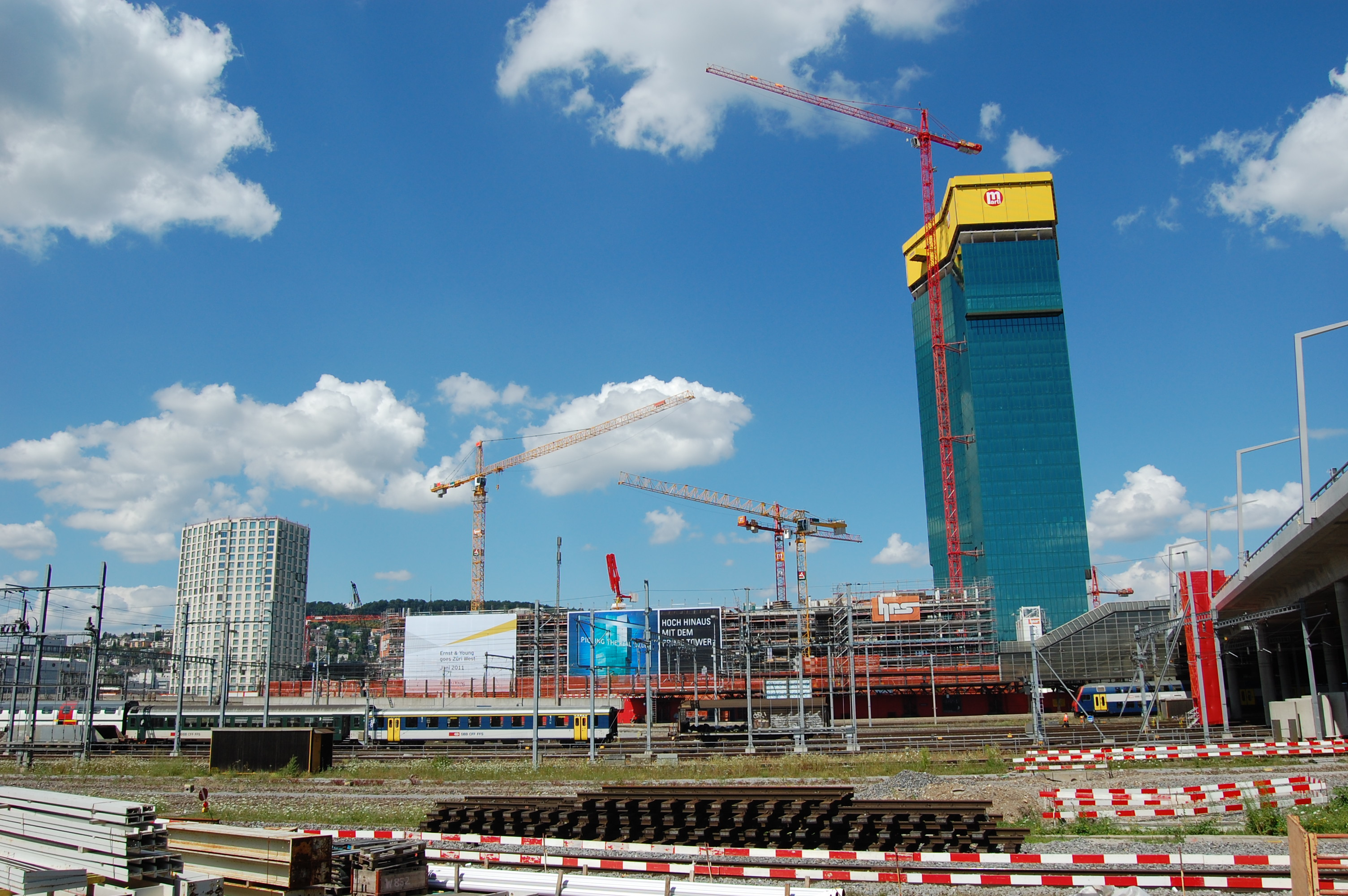
Baustelle im Juli 2010
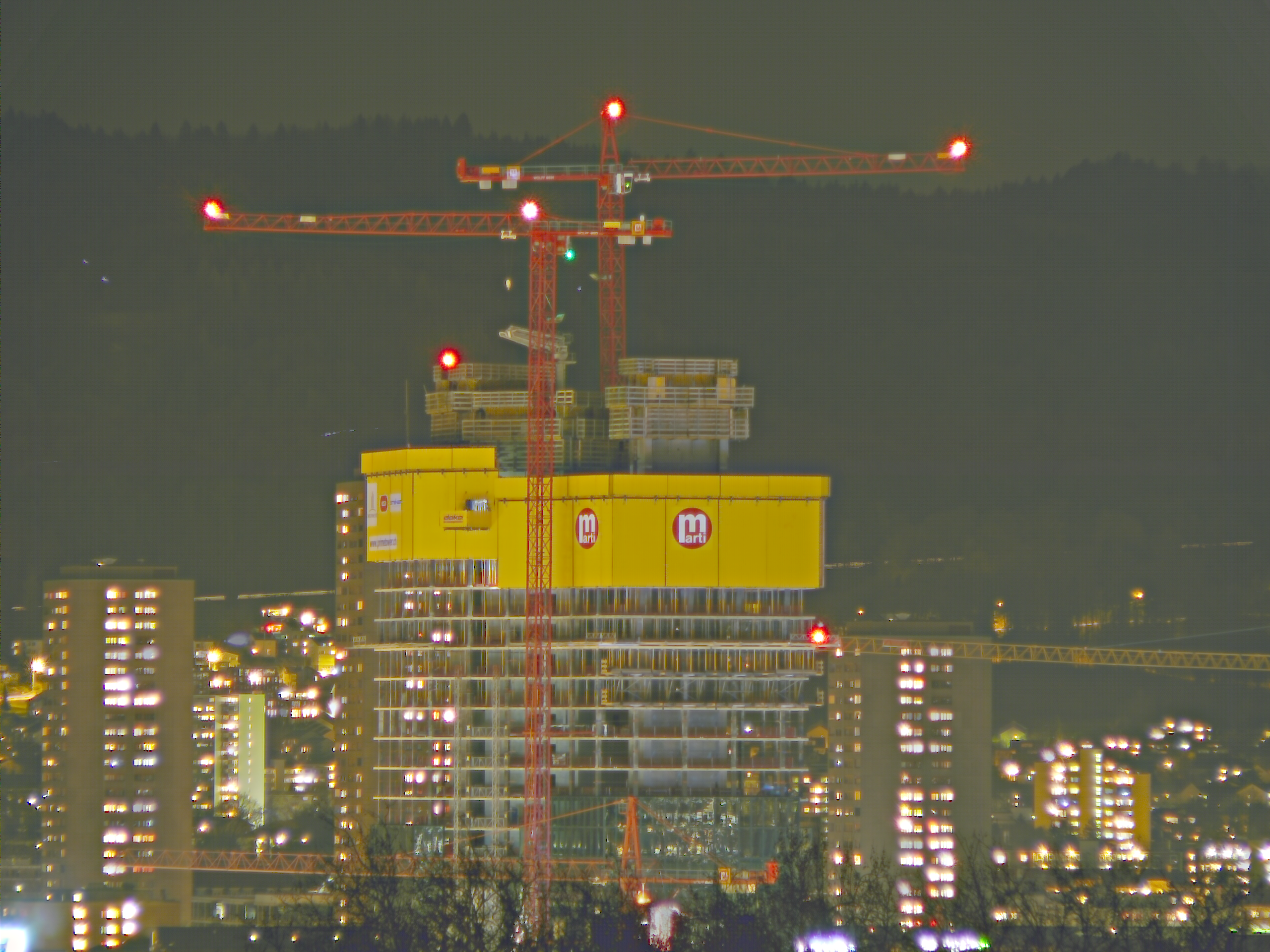
Baustelle in der Nacht, März 2010
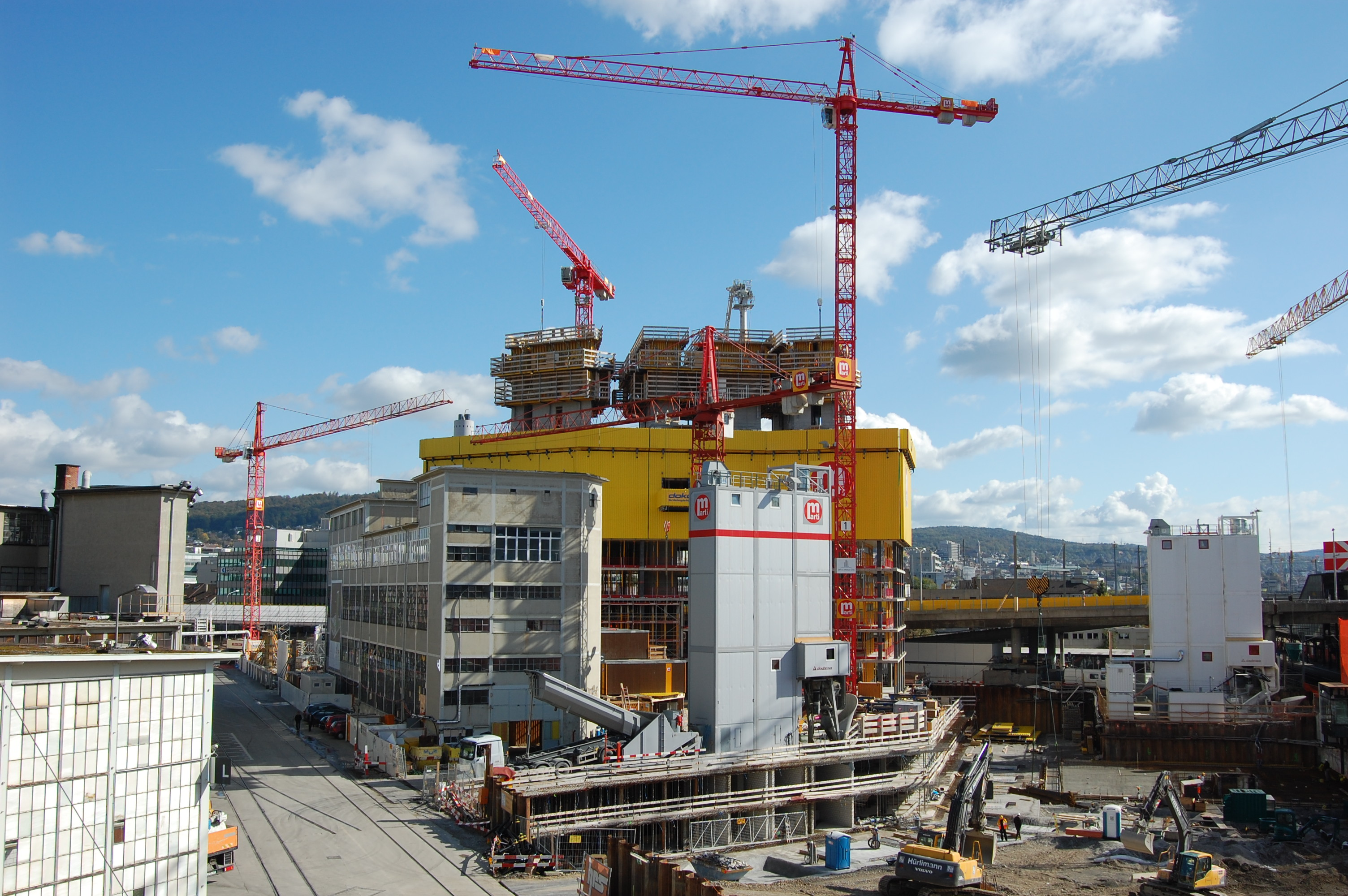
Baustelle im Oktober 2009